# Eusarcus nigrimaculatus
Eusarcus nigrimaculatus is een hooiwagen uit de familie Gonyleptidae.